# AB Doradus
Désignations
AB Doradus est un système multiple composé de cinq objets (étoiles et naines brunes) situé dans la constellation de la Dorade. Il est distant de ∼ 49,9 a.l. (∼ 15,3 pc) de la Terre.

## Structure et membres

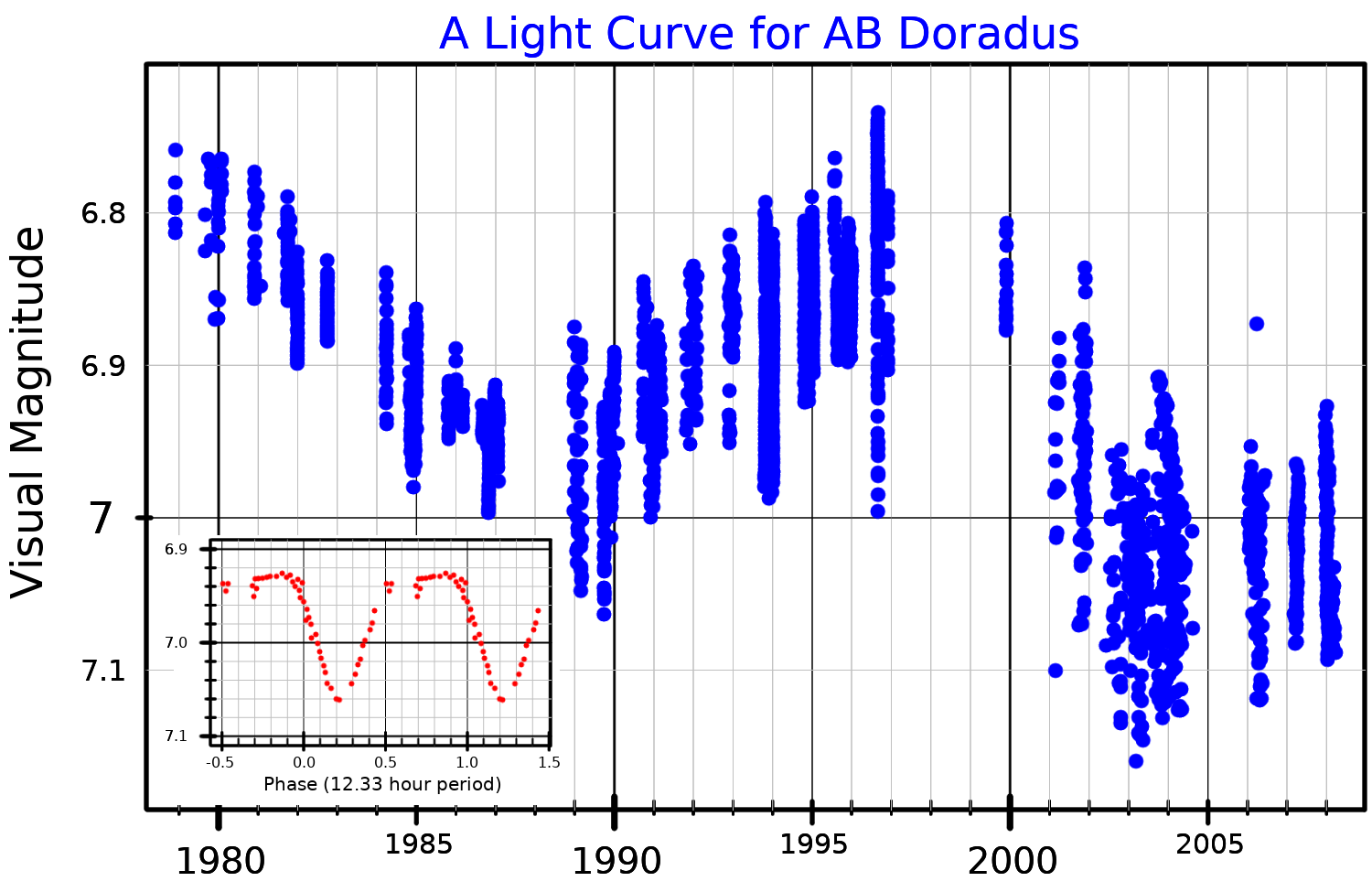
Courbe de lumière en bande visible d'AB Doradus. Le graphique principal montre sa variabilité à long terme, tandis que l'encart montre la variation périodique (mesurée en octobre/novembre 1989). Adaptées de Innis (2008) et de Anders (1990).

Le système AB Doradus possède cinq composantes réparties ainsi : [A+(Ca+Cb)]+[Ba+Bb].

### AB Doradus AC

#### AB Doradus A
AB Doradus A, l'étoile principale, est éruptive et tourne sur elle-même à une vitesse 50 fois supérieure à celle du Soleil, générant ainsi un fort champ magnétique,.

#### AB Doradus C
AB Doradus C est située à environ 2,3 UA de l'étoile principale et complète une orbite avec cette dernière en 11,75 ans. Cette dernière est l'une des étoiles les moins massives découvertes à ce jour : d'une masse égale à environ 93 fois celle de Jupiter, elle est tout juste plus massive que les naines brunes.

### AB Doradus B
AB Doradus B est un système binaire constitué de deux étoiles et situé à environ 135 unités astronomiques (UA) de l'étoile principale.

## Groupe mouvant de AB Doradus
AB Doradus fait partie du groupe mouvant de AB Doradus, une association stellaire d'une trentaine d'étoiles ayant à peu près toutes le même âge et se déplaçant à peu près dans la même direction.